# Аумюле
Аумюле (нем. Aumühle) — община в Германии, в земле Шлезвиг-Гольштейн.
Входит в состав района Герцогство Лауэнбург. Подчиняется управлению Аумюле-Вольторф. Население составляет 3011 человек (на 31 декабря 2010 года). Занимает площадь 3,47 км².

## Интересные факты
В Аумюле 24 декабря 1980 года скончался немецкий государственный и военный деятель, осужденный как военный преступник Карл Дёниц.